# Kluknava
Kluknava (in ungherese Kluknó, in tedesco Klukenau) è un comune della Slovacchia facente parte del distretto di Gelnica, nella regione di Košice.